# Europastraße 72
Die Europastraße 72 (E 72) ist eine Europastraße, die sich in Nordwest-Südost-Richtung durch Frankreich erstreckt. Sie beginnt in Bordeaux an der E 70 und endet in Toulouse, wo sie gemeinsam mit der E 09 auf die E 80 trifft.

## Verlauf
Der Verlauf entspricht der A 62
Sie führt an Langon vorbei, wo südöstlich die A 65 abzweigt. Entlang dem Flusslauf der Garonne durchquert die Strecke Aquitanien und führt an Agen und Montauban vorbei. Südlich von Montauban trifft die Europastraße 09 mit der A 20 auf die E 72. 